# Louis Wagner

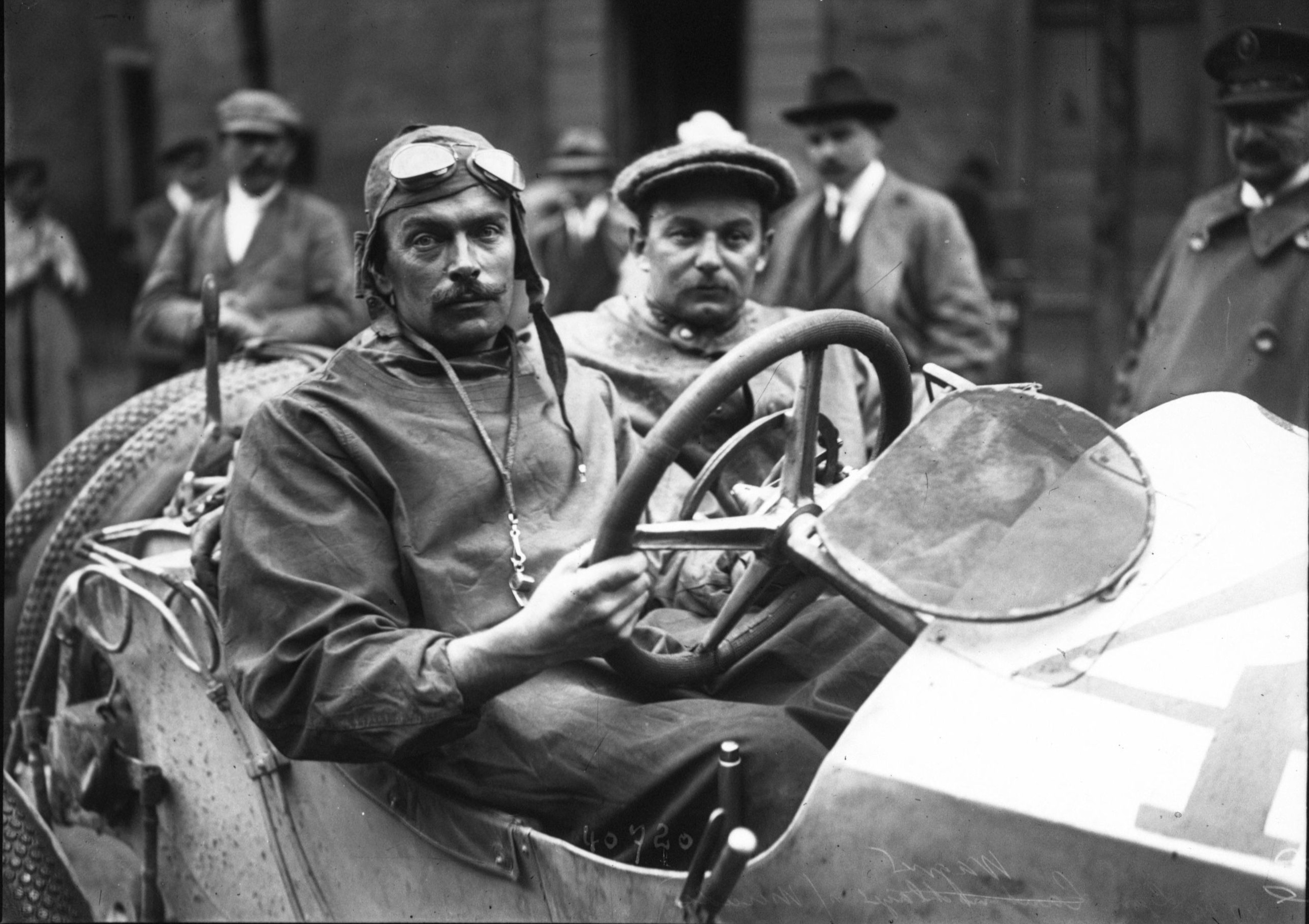
Louis Wagner podczas Grand Prix Francji (1914)

Louis Wagner (ur. 5 lutego 1882 roku w Pré-Saint-Gervais, zm. 13 marca 1960 roku w Montlhéry) – francuski kierowca wyścigowy i pilot.

## Kariera
Wagner rozpoczął karierę w wyścigach samochodowych jako nastolatek. W 1903 roku wygrał pierwszy wyścig - w samochodzie Darracq był najlepszy w klasie Voiturette Circuit des Ardennes. Dwa lata później powtórzył ten sukces. W 1904 roku Francuz ukończył Gordon Bennett Cup w Niemczech na ósmej pozycji. W Stanach Zjednoczonych Wagner zwyciężył w Vanderbilt Cup w 1906 roku. Dwa lata później wygrał pierwsze w historii Grand Prix Stanów Zjednoczonych, korzystając z samochodu Fiata. Za kierownicą Mercedesa Francuz ukończył na drugiej pozycji Grand Prix Francji 1914. W 1919 roku wziął udział w słynnym wyścigu Indianapolis 500, jednak na 44 okrążeniu z jego samochodu odpadło koło. W latach 1925-24h Le Mans 1926 Wagner pojawiał się w stawce 24-godzinnego wyścigu Le Mans. W pierwszym starcie stanął na drugim stopniu podium w klasie 3, a w klasyfikacji generalnej był szósty. Rok później nie osiągnął linii mety. Również w 1926 roku w konstrukcji Delage zwyciężył pierwszą w historii edycję Grand Prix Wielkiej Brytanii, a w sierpniu był najlepszy w Grand Prix de la Baule.